# Draft WNBA 1997
1998
La draft WNBA 1997 est la première draft de l’histoire de la Women's National Basketball Association. Cette draft est spécifique car elle est constituée de trois différentes étapes permettant de construire les effectifs des équipes.

## Déroulement de la draft

### Affectation des joueuses
Une première étape a lieu le 22 janvier 1997, avec une sélection au cours de laquelle 16 joueuses sont réparties dans chacune des huit équipes sans ordre particulier. La WNBA a essayé de prendre en compte des considérations géographiques lors de l'affectation de ces joueuses. Le Sting de Charlotte a reçu les joueuses de l'Atlantic Coast Conference, Andrea Stinson du Wolfpack de NC State et Vicky Bullett des Terrapins du Maryland, Lisa Leslie diplômée de l'USC a été affectée aux Sparks de Los Angeles, Sheryl Swoopes qui a joué en collège à Texas Tech est devenue membre des Comets de Houston et Rebecca Lobo de UConn a été l'une des deux premières joueuses affectées aux New York Liberty.

### Draft élite
La deuxième étape consiste en une Elite Draft où des joueuses professionnelles en provenance d’autres ligues dans le monde sont choisies. Celle-ci a lieu le 27 février 1997.

### Draft
Enfin, la troisième et dernière étape est la draft régulière qui se tient le 28 avril 1997, en quatre tours, à Secaucus, au New Jersey, dans les studios de NBA Entertainment. Les Comets de Houston obtiennent le premier choix de la draft et sélectionnent Tina Thompson.

## Draft

### Légende
|   | Introduit aux Basketball Hall of Fame                                                                                      |
|   | Introduit aux Women's Basketball Hall of Fame                                                                              |
|   | Introduit aux Basketball Hall of Fame et aux Women's Basketball Hall of Fame                                               |
|   | Signale une joueuse qui a été sélectionnée pour au moins un match annuel WNBA All-Star Game et une sélection All-WNBA Team |
|   | Signale une joueuse qui a été sélectionnée pour au moins un match annuel WNBA All-Star Game                                |
|   | Signale une joueuse qui a été sélectionnée pour au moins une sélection All-WNBA Team                                       |
| R | Signale la joueuse qui a remporté le titre de WNBA Rookie of the Year                                                      |

### Affectation des joueuses
| Choix | Nom                     | Position | Nationalité | Équipe                 | Provenance        |
| ----- | ----------------------- | -------- | ----------- | ---------------------- | ----------------- |
| 1     | Vicky Bullett           | Ailière  | États-Unis  | Sting de Charlotte     | Maryland          |
| 2     | Andrea Stinson          | Arrière  | États-Unis  | Sting de Charlotte     | Wolfpack NC State |
| 3     | Janice Lawrence         | Pivot    | États-Unis  | Rockers de Cleveland   | Louisiana Tech    |
| 4     | Michelle Edwards        | Arrière  | États-Unis  | Rockers de Cleveland   | Iowa              |
| 5     | Sheryl Swoopes          | Ailière  | États-Unis  | Comets de Houston      | Texas Tech        |
| 6     | Cynthia Cooper          | Arrière  | États-Unis  | Comets de Houston      | Trojans de l'USC  |
| 7     | Lisa Leslie             | Pivot    | États-Unis  | Sparks de Los Angeles  | Trojans de l'USC  |
| 8     | Penny Toler             | Meneuse  | États-Unis  | Sparks de Los Angeles  | Long Beach State  |
| 9     | Rebecca Lobo            | Pivot    | États-Unis  | Liberty de New York    | Connecticut       |
| 10    | Teresa Weatherspoon     | Meneuse  | États-Unis  | Liberty de New York    | Louisiana Tech    |
| 11    | Michele Timms           | Meneuse  | Australie   | Mercury de Phoenix     | Wuppertal Wings   |
| 12    | Jennifer Gillom         | Pivot    | États-Unis  | Mercury de Phoenix     | Mississippi       |
| 13    | Ruthie Bolton-Holifield | Arrière  | États-Unis  | Monarchs de Sacramento | Auburn            |
| 14    | Bridgette Gordon        | Ailière  | États-Unis  | Monarchs de Sacramento | Tennessee         |
| 15    | Elena Baranova          | Ailière  | Russie      | Starzz de l'Utah       | CSKA Moscou       |
| 16    | Lady Grooms             | Arrière  | États-Unis  | Starzz de l'Utah       | Georgia           |

### Draft élite

#### Premier tour
| Choix | Nom                  | Position | Nationalité | Équipe                 | Provenance           |
| ----- | -------------------- | -------- | ----------- | ---------------------- | -------------------- |
| 1     | Dena Head            | Meneuse  | États-Unis  | Starzz de l'Utah       | Tennessee            |
| 2     | Isabelle Fijalkowski | Pivot    | France      | Rockers de Cleveland   | Colorado             |
| 3     | Rhonda Mapp          | Pivot    | États-Unis  | Sting de Charlotte     | North Carolina State |
| 4     | Kym Hampton          | Pivot    | États-Unis  | Liberty de New York    | Arizona State        |
| 5     | Wanda Guyton         | Ailière  | États-Unis  | Comets de Houston      | South Florida        |
| 6     | Judy Mosley-McAfee   | Ailière  | États-Unis  | Monarchs de Sacramento | Hawaii               |
| 7     | Bridget Pettis       | Ailière  | États-Unis  | Mercury de Phoenix     | Florida              |
| 8     | Daedra Charles       | Pivot    | États-Unis  | Sparks de Los Angeles  | Tennessee            |

#### Deuxième tour
| Choix | Nom             | Position | Nationalité | Équipe                 | Provenance   |
| ----- | --------------- | -------- | ----------- | ---------------------- | ------------ |
| 9     | Wendy Palmer    | Ailière  | États-Unis  | Starzz de l'Utah       | Virginia     |
| 10    | Lynette Woodard | Meneuse  | États-Unis  | Rockers de Cleveland   | Kansas       |
| 11    | Michi Atkins    | Ailière  | États-Unis  | Sting de Charlotte     | Texas Tech   |
| 12    | Vickie Johnson  | Ailière  | États-Unis  | Liberty de New York    | LSU          |
| 13    | Janeth Arcain   | Ailière  | Brésil      | Comets de Houston      | Brésil       |
| 14    | Mikiko Hagiwara | Meneuse  | Japon       | Monarchs de Sacramento | Japon        |
| 15    | Nancy Lieberman | Meneuse  | États-Unis  | Mercury de Phoenix     | Old Dominion |
| 16    | Zheng Haixia    | Pivot    | Chine       | Sparks de Los Angeles  | Chine        |

### Draft
| Rang | Joueuse        | Nationalité | Équipe WNBA            | Université/club     |
| ---- | -------------- | ----------- | ---------------------- | ------------------- |
| 1    | Tina Thompson  | États-Unis  | Comets de Houston      | Southern California |
| 2    | Pamela McGee   | États-Unis  | Monarchs de Sacramento | Southern California |
| 3    | Jamila Wideman | États-Unis  | Sparks de Los Angeles  | Stanford            |
| 4    | Eva Němcová    | Tchéquie    | Rockers de Cleveland   | République tchèque  |
| 5    | Tammi Reiss    | États-Unis  | Starzz de l'Utah       | Virginia            |
| 6    | Sue Wicks      | États-Unis  | Liberty de New York    | Rutgers             |
| 7    | Tora Suber     | États-Unis  | Sting de Charlotte     | Virginia            |
| 8    | Toni Foster    | États-Unis  | Mercury de Phoenix     | Iowa                |

| Rang | Joueuse            | Nationalité | Équipe WNBA            | Université/club      |
| ---- | ------------------ | ----------- | ---------------------- | -------------------- |
| 9    | Tia Jackson        | États-Unis  | Mercury de Phoenix     | Iowa                 |
| 10   | Sharon Manning     | États-Unis  | Sting de Charlotte     | North Carolina State |
| 11   | Sophia Witherspoon | États-Unis  | Liberty de New York    | Florida              |
| 12   | Jessie Hicks       | États-Unis  | Starzz de l'Utah       | Maryland             |
| 13   | Merlakia Jones     | États-Unis  | Rockers de Cleveland   | Florida              |
| 14   | Tamecka Dixon      | États-Unis  | Sparks de Los Angeles  | Kansas               |
| 15   | Denique Graves     | États-Unis  | Monarchs de Sacramento | Howard               |
| 16   | Tammy Jackson      | États-Unis  | Comets de Houston      | Florida              |

| Rang | Joueuse            | Nationalité | Équipe WNBA            | Université/club      |
| ---- | ------------------ | ----------- | ---------------------- | -------------------- |
| 17   | Racquel Spurlock   | États-Unis  | Comets de Houston      | Louisiana Tech       |
| 18   | Chantel Tremitiere | États-Unis  | Monarchs de Sacramento | Auburn               |
| 19   | Katrina Colleton   | États-Unis  | Sparks de Los Angeles  | Maryland             |
| 20   | Tina Nicholson     | États-Unis  | Rockers de Cleveland   | Penn State           |
| 21   | Raegan Scott       | États-Unis  | Starzz de l'Utah       | Colorado             |
| 22   | Trena Trice        | États-Unis  | Liberty de New York    | North Carolina State |
| 23   | Debra Williams     | États-Unis  | Sting de Charlotte     | Louisiana Tech       |
| 24   | Umeki Webb         | États-Unis  | Mercury de Phoenix     | North Carolina State |

| Rang | Joueuse           | Nationalité | Équipe WNBA            | Université/club   |
| ---- | ----------------- | ----------- | ---------------------- | ----------------- |
| 25   | Monique Ambers    | États-Unis  | Mercury de Phoenix     | Arizona State     |
| 26   | Andrea Congreaves | Royaume-Uni | Sting de Charlotte     | Mercer            |
| 27   | Kisha Ford        | États-Unis  | Liberty de New York    | Georgia Tech      |
| 28   | Kim Williams      | États-Unis  | Starzz de l'Utah       | DePaul            |
| 29   | Anita Maxwell     | États-Unis  | Rockers de Cleveland   | New Mexico        |
| 30   | Travesa Gant      | États-Unis  | Sparks de Los Angeles  | Lamar             |
| 31   | Tajama Abraham    | États-Unis  | Monarchs de Sacramento | George Washington |
| 32   | Catarina Pollini  | Italie      | Comets de Houston      | Italie            |